# Кадел Еванс грејт океан роад рејс 2025.
Кадел Еванс грејт океан роад рејс 2025.. било је девето издање једнодневне бициклистичке трке Кадел Еванс грејт океан роад рејс, која је одржана 2. фебруара у Аустралији, као друга трка у оквиру UCI ворлд тура 2025. Укупне дужина је износила 183.8 km, старт и циљ је био у Џилонгу, а током руте је три пута вожен успон Чаламбра крешент.
Трку је освојио Мауро Шмит, који је напао на 10 km до циља и побиједио је три секунде испред групе коју је одспринтао Арон Гејт, док је на трећем мјесту завршио Лоренс Пичи. Пичи је добио награду за најбољег младог бозаша, а Крис Харпер за најагресивнијег возача.

## Тимови
На трци је учествовало 14 тимова, са по седам возача. Свих 18 ворлд тур тимова имало је аутоматску позивницу, али нису били обавезни да учествују јер су могли да прескоче сваку трку која је додата у ворлд тур послије 2017. године, док су два најбоља про тур тима за претходну сезону такође имали аутоматску позивницу за све ворлд тур трке. Лото и Израел—премијер тех су били најбољи про тур тимови на крају сезоне 2024. и имали су загарантовано учешће на свим ворлд тур тркама, али је Лото одбио позивницу, као и за бројне друге трке, одлучивши да се фокусирају на освајање бодова на мањим тркама. Такође, пет ворлд тур тимова је одлучило да прескочи трку, Алпесин—декунинк, Бахреин—викторијус, Визма—лејз а бајк, Декатлон АГ2Р ла мондијал и УАЕ тим емирејтс ХРГ, док је једину специјалну позивницу добио национални тим Аустралије.
UCI ворлд тур тимови:
| - Аркеа—бб хотелс - Групама—ФДЈ - ЕФ едукејшон—изипост - Инеос гренадирс - Интермарше—ванти - Кофидис - Лидл—трек | - Мовистар - Пикник постнл - Ред бул—Бора–ханзго - Судал—Квик-степ - ХДС Астана - Џејко—алула |

UCI про тур тимови:
- Израел—премијер тех

Национални тимови:
- Аустралија

## Новчане награде
Укупан новчани фонд на трци износио је 43.000 евра. Побједник је добио 16.000, другопласирани 8.000, трећепласирани 4.000, четвртопласирани 2.000, а награде је добијало првих 20 возача, с тим да су сви возачи од десетог до 20. мјеста добијали по 400 евра. Такође, по 1.000 евра је добијао први возач преко успона Чаламбра крешент, који је вожен три пута.
| Позиција | Износ       | Износ          |
| Позиција | Крај трке   | Успон (3 пута) |
| -------- | ----------- | -------------- |
| 1.       | 16.000 евра | 1.000 евра     |
| 2.       | 8.000 евра  | –              |
| 3.       | 4.000 евра  | –              |
| 4.       | 2.000 евра  | –              |
| 5.       | 1.600 евра  | –              |
| 6.       | 1.200 евра  | –              |
| 7.       | 1.200 евра  | –              |
| 8.       | 800 евра    | –              |
| 9.       | 800 евра    | –              |
| 10—20.   | 400 евра    | –              |

## Резултати
| Позиција | Возач                | Тим                  | Вријеме    |
| -------- | -------------------- | -------------------- | ---------- |
| 1.       | Мауро Шмит (ШВА)     | Џејко—алула          | 4ч 26' 07" |
| 2.       | Арон Гејт (НЗЛ)      | ХДС Астана           | + 3"       |
| 3.       | Лоренс Пичи (НЗЛ)    | Ред бул—Бора—ханзгро | + 3"       |
| 4.       | Хавијер Ромо (ШПА)   | Мовистар             | + 3"       |
| 5.       | Андреа Бађиоли (ИТА) | Лидл—трек            | + 3"       |
| 6.       | Корбин Стронг (НЗЛ)  | Израел—премијер тех  | + 3"       |
| 7.       | Магнус Шефилд (САД)  | Инеос гренадирс      | + 3"       |
| 8.       | Реми Рохас (ФРА)     | Групама—ФДЈ          | + 3"       |
| 9.       | Оскар Онли (УК)      | Пикник постнл        | + 3"       |
| 10.      | Фин Фишер Блек (НЗЛ) | Ред бул—Бора–ханзго  | + 8"       |